# Thomas Parran senior

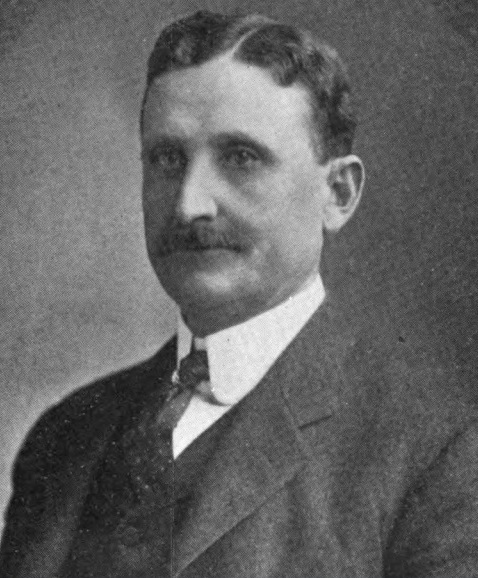
Thomas Parran senior

Thomas Parran Sr. (* 12. Februar 1860 bei St. Leonard, Calvert County, Maryland; † 29. März 1955 ebenda) war ein US-amerikanischer Politiker. Zwischen 1911 und 1913 vertrat er den Bundesstaat Maryland im US-Repräsentantenhaus.

## Werdegang
Thomas Parran besuchte die öffentlichen Schulen seiner Heimat sowie die Charlotte Hall Academy. Danach schlug er als Mitglied der Republikanischen Partei eine politische Laufbahn ein. In den Jahren 1884 bis 1888 saß er im Abgeordnetenhaus von Maryland. Von 1889 bis 1893 war er in führender Funktion bei der Steuerbehörde im Finanzbezirk von Baltimore beschäftigt. Danach arbeitete er in der Landwirtschaft. Zwischen 1892 und 1894 gehörte Parran dem Senat von Maryland an. Von 1895 bis 1897 bekleidete er den Verwaltungsposten eines Assistant Enrollment Clerk. Von 1897 bis 1901 war er bei der Verwaltung des US-Repräsentantenhauses als Index clerk angestellt. Danach war er Verwaltungsangestellter am Maryland Court of Appeals. In den Jahren 1888, 1904 und 1908 war er Delegierter zu den jeweiligen Republican National Conventions, auf denen Benjamin Harrison, Theodore Roosevelt und William Howard Taft als Präsidentschaftskandidaten nominiert wurden.
Bei den Kongresswahlen des Jahres 1910 wurde Parran im fünften Wahlbezirk von Maryland in das US-Repräsentantenhaus in Washington, D.C. gewählt, wo er am 4. März 1911 die Nachfolge von Sydney Emanuel Mudd antrat. Da er im Jahr 1912 nicht bestätigt wurde, konnte er bis zum 3. März 1913 nur eine Legislaturperiode im Kongress absolvieren. Zwischen 1913 und 1916 gehörte Parran dem Straßenbauausschuss des Staates Maryland an. Danach war er in den Jahren 1917 und 1918 Einwanderungsbeauftragter. Zwischenzeitlich betätigte er sich wieder in der Landwirtschaft. Außerdem war er Vorstandsmitglied der County Trust Company. Er starb am 29. März 1955 im Alter von 95 Jahren in St. Leonard. Sein Sohn Thomas (1892–1968) wurde Surgeon General of the United States.